# Pseudoplatyura carbonaria
Pseudoplatyura carbonaria är en tvåvingeart som först beskrevs av Tonnoir 1927.  Pseudoplatyura carbonaria ingår i släktet Pseudoplatyura och familjen platthornsmyggor. Inga underarter finns listade i Catalogue of Life.